# Anas Tahiri
Anas Tahiri (in arabo أنس طاهيري‎?; Bruxelles, 15 maggio 1995) è un calciatore marocchino con cittadinanza belga, centrocampista svincolato.

## Caratteristiche tecniche
È un trequartista.

## Carriera

### Club
Nato in Belgio da genitori di origini marocchine, ha iniziato la sua carriera professionistica nel Lierse, con cui ha esordito il 16 marzo 2014 in occasione dell'incontro di Pro League perso 2-1 contro il Lokeren.
Nell'estate del 2018 è passato a titolo definitivo all'RKC Waalwijk.
Il 10 giugno 2021 si trasferisce al CFR Cluj in Romania.
Dopo soli 7 mesi, il 7 gennaio 2022 passa gratuitamente agli olandesi dell'Heerenveen, dopo aver rescisso il contratto col Cluj.

### Nazionale
Ha giocato nella nazionale marocchina Under-23.

## Statistiche
Statistiche aggiornate al 7 ottobre 2023.

### Presenze e reti nei club
| Stagione          | Squadra           | Campionato        | Campionato | Campionato | Coppe nazionali | Coppe nazionali | Coppe nazionali | Coppe continentali | Coppe continentali | Coppe continentali | Altre coppe | Altre coppe | Altre coppe | Totale | Totale | Totale |
| Stagione          | Squadra           | Comp              | Pres       | Reti       | Comp            | Pres            | Reti            | Comp               | Pres               | Reti               | Comp        | Pres        | Reti        | Pres   | Reti   |        |
| ----------------- | ----------------- | ----------------- | ---------- | ---------- | --------------- | --------------- | --------------- | ------------------ | ------------------ | ------------------ | ----------- | ----------- | ----------- | ------ | ------ | ------ |
| 2013-2014         | Lierse            | D1                | 1+5        | 0          | CB              | 0               | 0               | -                  | -                  | -                  | -           | -           | -           | 6      | 0      |        |
| 2014-2015         | Lierse            | D1                | 6+8        | 0+1        | CB              | 1               | 0               | -                  | -                  | -                  | -           | -           | -           | 15     | 1      |        |
| 2015-2016         | Lierse            | D2                | 27         | 2          | CB              | 1               | 0               | -                  | -                  | -                  | -           | -           | -           | 28     | 2      |        |
| 2016-2017         | Lierse            | D2                | 7+6        | 2+0        | CB              | 1               | 0               | -                  | -                  | -                  | -           | -           | -           | 14     | 2+0    |        |
| 2017-2018         | Lierse            | D2                | 0          | 0          | CB              | 0               | 0               | -                  | -                  | -                  | -           | -           | -           | 0      | 0      |        |
| Totale Lierse     | Totale Lierse     | Totale Lierse     | 60         | 5          |                 | 3               | 0               |                    | -                  | -                  |             | -           | -           | 63     | 5      |        |
| 2018-2019         | RKC Waalwijk      | EED               | 31+6       | 2          | CO              | 2               | 0               | -                  | -                  | -                  | -           | -           | -           | 39     | 2      |        |
| 2019-2020         | RKC Waalwijk      | ED                | 23         | 3          | CO              | 1               | 0               | -                  | -                  | -                  | -           | -           | -           | 24     | 3      |        |
| 2020-2021         | RKC Waalwijk      | ED                | 33         | 1          | CO              | 1               | 0               | -                  | -                  | -                  | -           | -           | -           | 34     | 1      |        |
| Totale Waalwijk   | Totale Waalwijk   | Totale Waalwijk   | 93         | 6          |                 | 4               | 0               |                    | -                  | -                  |             | -           | -           | 97     | 6      |        |
| 2021-gen. 2022    | CFR Cluj          | L1                | 4          | 1          | CR              | 1               | 0               | UCL+UEL+UECL       | 2+0+0              | 0                  | SR          | 0           | 0           | 7      | 1      |        |
| gen.-giu. 2022    | Heerenveen        | 1D                | 16+2       | 1+0        | CO              | 1               | 0               | -                  | -                  | -                  | -           | -           | -           | 19     | 1      |        |
| 2022-2023         | Heerenveen        | 1D                | 32+2       | 1+0        | CO              | 3               | 0               | -                  | -                  | -                  | -           | -           | -           | 37     | 1      |        |
| 2023-2024         | Heerenveen        | 1D                | 8          | 0          | CO              | 0               | 0               | -                  | -                  | -                  | -           | -           | -           | 8      | 0      |        |
| Totale Heerenveen | Totale Heerenveen | Totale Heerenveen | 60         | 2          |                 | 4               | 0               |                    | -                  | -                  |             | -           | -           | 64     | 2      |        |
| Totale carriera   | Totale carriera   | Totale carriera   | 217        | 14         |                 | 12              | 0               |                    | 2                  | 0                  |             | 0           | 0           | 231    | 14     |        |